# Штурм Євромайдану
Штурм Євромайдану силовиками 11 грудня 2013 року — спроба режиму Януковича ліквідувати Євромайдан шляхом нічного штурму, застосовуючи спецпідрозділ «Беркут» та солдат внутрішніх військ. Тактика — лобове витіснення мирних мітингувальників із легко забарикадованих наметових містечок на Майдані Незалежності та частини вулиці Хрещатик у бік Бесарабської площі. Підстава для штурму — вимоги державних судових виконавців, що прибули на місце і зачитали постанову Печерського районного суду. Пізніше встановлено, що така процедура була протизаконною, оскільки державні виконавці мають право зачитувати подібні вимоги лише до 22:00 години. Фактично постанова суду стосувалася лише того, що Віталію Кличку заборонено перешкоджати громадянам пересуватись центральними вулицями. Самого Віталія Кличка з цією постановою не було ознайомлено, а також не було надано йому можливості оскаржити її. Відповідальні за протизаконний силовий штурм проти мирних мітингувальників не встановлені.

## Хід протистояння

### Початок штурму

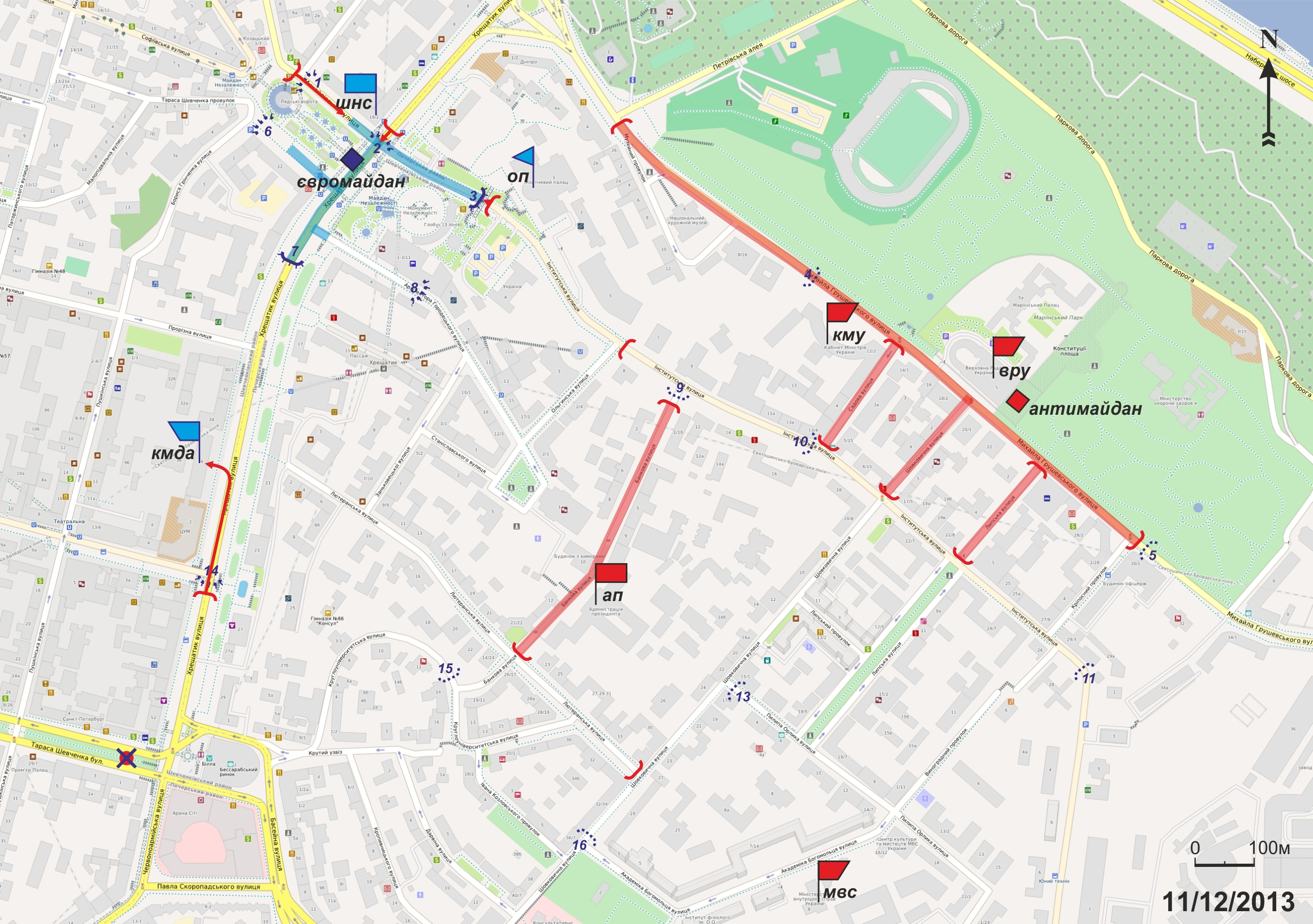
Схема оперативної обстановки в центрі Києва з 1-00 до 9-00 11 грудня.

О 1:02 Беркут, за допомогою вантажного автомобіля та тросів, почав ламати барикаду на Інститутській вулиці, яка складалася з дерев'яних риштувань, які використовувалися 30 листопада для монтажу ковзанки на Майдані Незалежності, та вступив у бійку з народними депутатами від «Свободи» Русланом Кошулинським, Олексієм Кайдою, Андрієм Міщенком та Олегом Осуховським. Двоє з них отримали травми — забої обличчя та тулуба. 
Одразу-ж після початку штурму, один із захисників майдану, почав вигукувати «раз-раз-раз» і активісти ритмічно, стали тіснити Беркут і міліцію вгору по Інститутській. Невдовзі, двоє з «силовиків», які були на лінії зіткнення, втратили свідомість від тиску, та впали долі. Активісти майдану створили невеликий вертикальний коридор і непритомних, бруківкою беркутівці поволокли за коміри, до міліцейських автобусів, які були вже біля Майдану Незалежності. Цікаво, що коли у лавах захисників, активістами попереду було виявлено підлітка 15-16 років, то за мимовільною згодою  активістів та міліції (старший з Беркуту, після майданівців, також, дав команду своїм бійцям, зупинитися, як і під час евакуації непритомних міліціонерів), протистояння було припинено, аж поки юний революціонер похитуючись, не покинув барикаду утвореним горизонтальним коридором. Протистояння тривало до ранку, за температури -10°С, коли вже почали підходити на допомогу кияни. О 1:33 Андрій Шевченко повідомив, що сили «Беркуту» збираються прорвати барикаду зі сторони Михайлівської. О 1:44 судовий виконавець Лариса Сабодаш зачитала ухвалу Печерського райсуду про вжиття заходів у справі щодо блокування тротуарів, доріг, шляхом розміщення на них різних предметів. Біля ЦУМУ у вантажівку закидають частини барикад. Близько 2-ї години ночі, на Майдані розпочалися жорстокі бої. Беркут руйнує барикаду на вулиці Інститутській, але не проходить далі, а тітушки, деякі озброєні ножами, почали різати намети та грабувати наметове містечко. Беркут розпилює газ, над натовпом видно хмарки сльозогінного газу, хтось з активістів роздає марлеві пов'язки, повідомляється про заарештованих та травмованих, у тому числі й серед народних депутатів. В цей же час зі сцени Майдану виступають та закликають бійців «Беркуту» не застосовувати силу, читаються молитви, співають гімн України. Киян закликають вийти на допомогу Руслана Лижичко, Юрій Луценко, дзвонять дзвони Михайлівського собору (почав бити в набат дзвонар Іван Сидор).

### Демонтаж наметів і побиття активістів
О 2:20 ночі нападникам вдалося увірватися до наметового містечка і розпочати демонтаж наметів та барикад. Один з наметів загорівся. В цей же час нападникам вдалося прорвати кордон біля ЦУМу і змусити протестувальників забарикадуватися у приміщенні КМДА. В ході боїв дістають поранення депутати Андрій Іллєнко і Андрій Пишний. Протестувальників затримують, кидають в автозаки і застосовують проти них тортури. Серед арештованих були майбутній голова Кіровоградської обласної державної адміністрації а згодом — офіцер «Айдару» Олександр Петік із сином.
О 3 ночі «Беркут» прорвав барикаду з боку Європейської площі, пройшов перший ряд наметів, але зупинився недалеко від сцени, де сконцентрувалась значна частина оборонців Майдану, та в основному, жінки. Між тим, на сцені Майдану із закликами вийти на захист Євромайдану з'являються Інна Богословська, Віталій Кличко, серед протестувальників з'являється Святослав Вакарчук. Попри виставлені навколо Хрещатику блок-пости, киянам вдається діставатися Майдану Незалежності на допомогу протестувальникам. Таксисти безкоштовно підвозили киян до центру, із закликом припинити насилля звертається до Януковича Голова європейської дипломатії Кетрін Ештон

### Закінчення штурму
До 5 ранку нападникам вдалося впритул підійти до Будинку профспілок, проте захисникам вдається втримати оборону. Захисникам також вдалося заблокувати проїзд важкої техніки вулицею Інститутською.
З настанням ранку і початком роботи метро кияни масово виходять на допомогу протестувальникам. Станції метро «Хрещатик» і «Майдан Незалежності» лишалися закритими, про що постійно нагадував гугнявий голос з гучномовців, проте працювала станція «Театральна», розташована близько до вулиці Хрещатик. Закликав євромайданівців вийти на допомогу один із машиністів метро О 6:20 беркутівці припинили спроби штурму Будинку профспілок. Після 8 годин штурму, загони Самооборони стабілізували периметр Євромайдану, повністю відтіснивши бійців «Беркуту» за межі барикад.
О 9-й ранку бійці «Беркуту» та внутрішніх військ здійснюють спробу штурмувати приміщення КМДА. Між тим захисники КМДА почали обливати нападників водою, одночасно з боку Майдану Незалежності та метро «Театральна»
наблизилися протестувальники, змусивши в результаті бійців беркуту покинути Хрещатик. Після відходу беркутівців люди на Майдані розпочали відновлення барикад та встановлення нових наметів.
Таким чином незаконна постанова суду не була виконана. Спроб її виконати влада більше не робила.

## Заходи самооборонівців після штурму
Після силового штурму протестувальники вжили додаткових заходів безпеки:
1. Розтрощені силовиками намети мітингувальників були за кілька годин відновлені.
2. Знищені легкі барикади були замінені мітингувальниками на складні та міцні. Встановлено: кілька рубежів барикад; барикади зроблені кількарівневими; легкі та складні протипіхотні огорожі («їжаки» з колючим дротом); розміщено бочки; сніг та кригу зібрано в мішки і складено на висоту 2-3 метрів; застосовано арматуру, дошки, металеві паркани та сітку-рабицю
3. Збільшено кількість барикад по периметру Євромайдану там, де їх раніше не було (вул. Прорізна, вул. Городецького, спуск сходами від Жовтневого палацу).
4. Удосконалено організацію самооборони і посилено загони на входах до Євромайдану.
5. Комендатурою міста Києва розміщено у наметах наглядові пости на всіх в'їздах до Києва.
6. Деяким загонам самооборони видано дерев'яні (у зріст людини) та невеликі пластикові щити.

## Галерея

Оборона Євромайдану 11 грудня
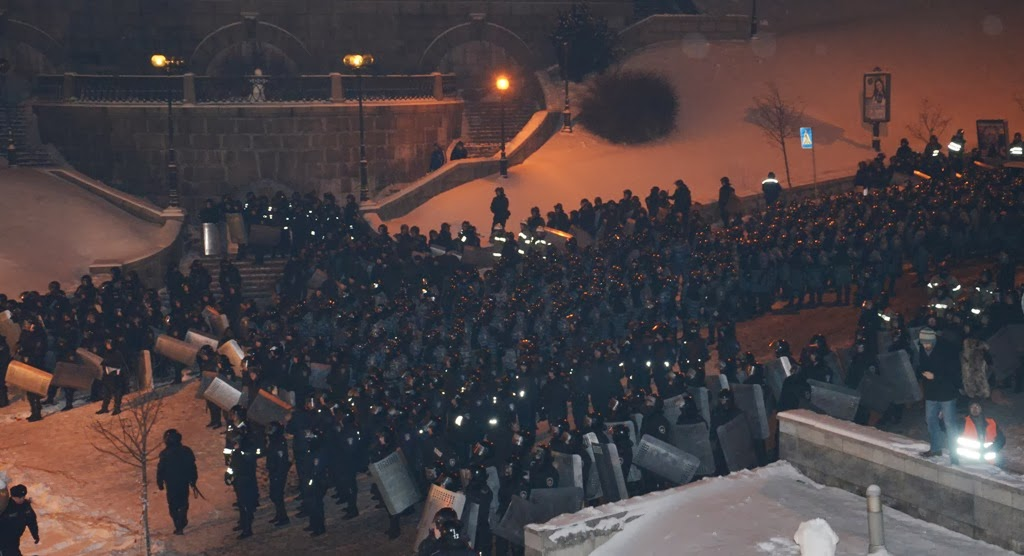
Натовп беркутівців на вулиці Інститутській напоготові до атаки
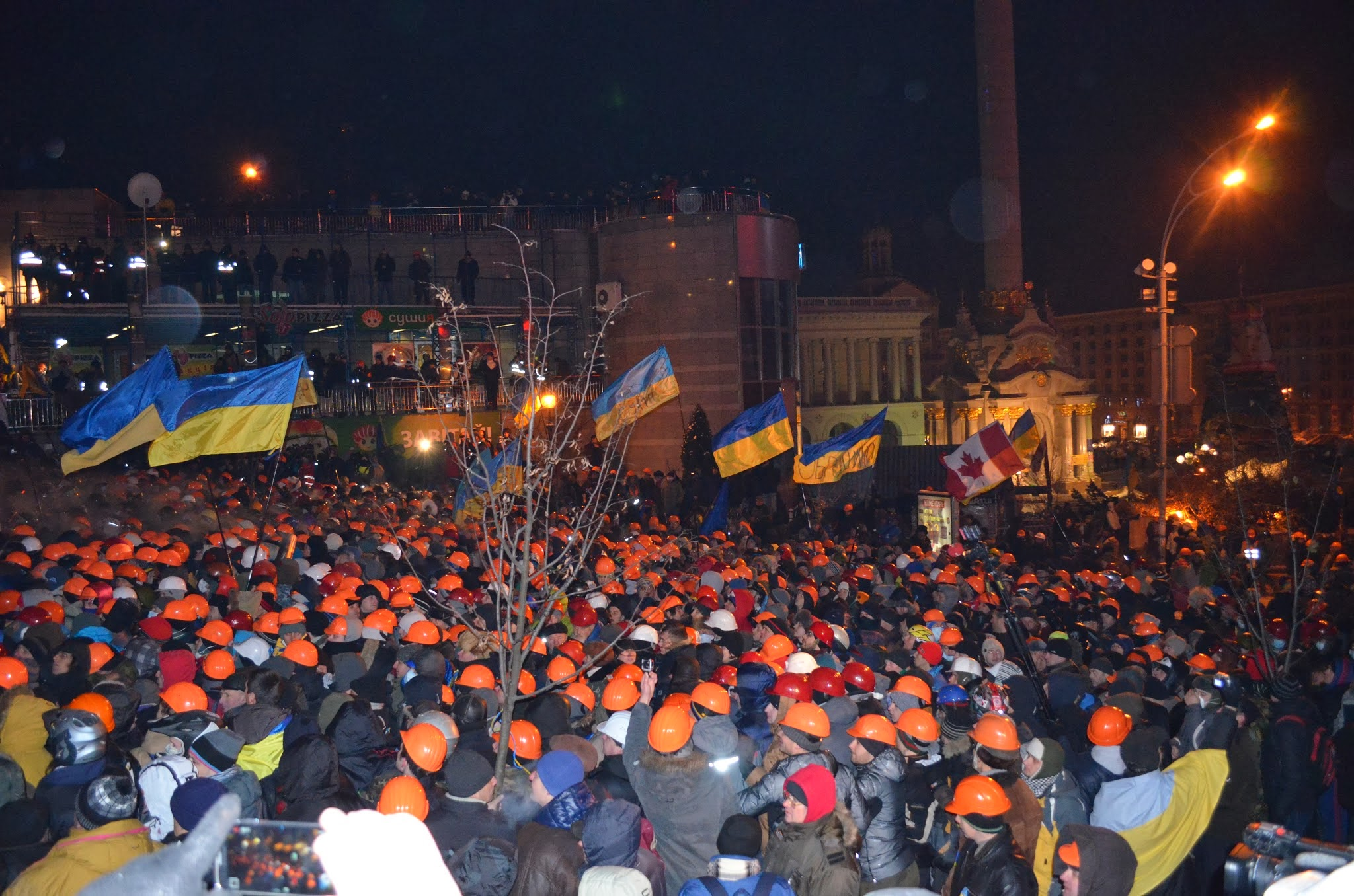
Захисники Майдану на вулиці Інститутській напоготові до захисту
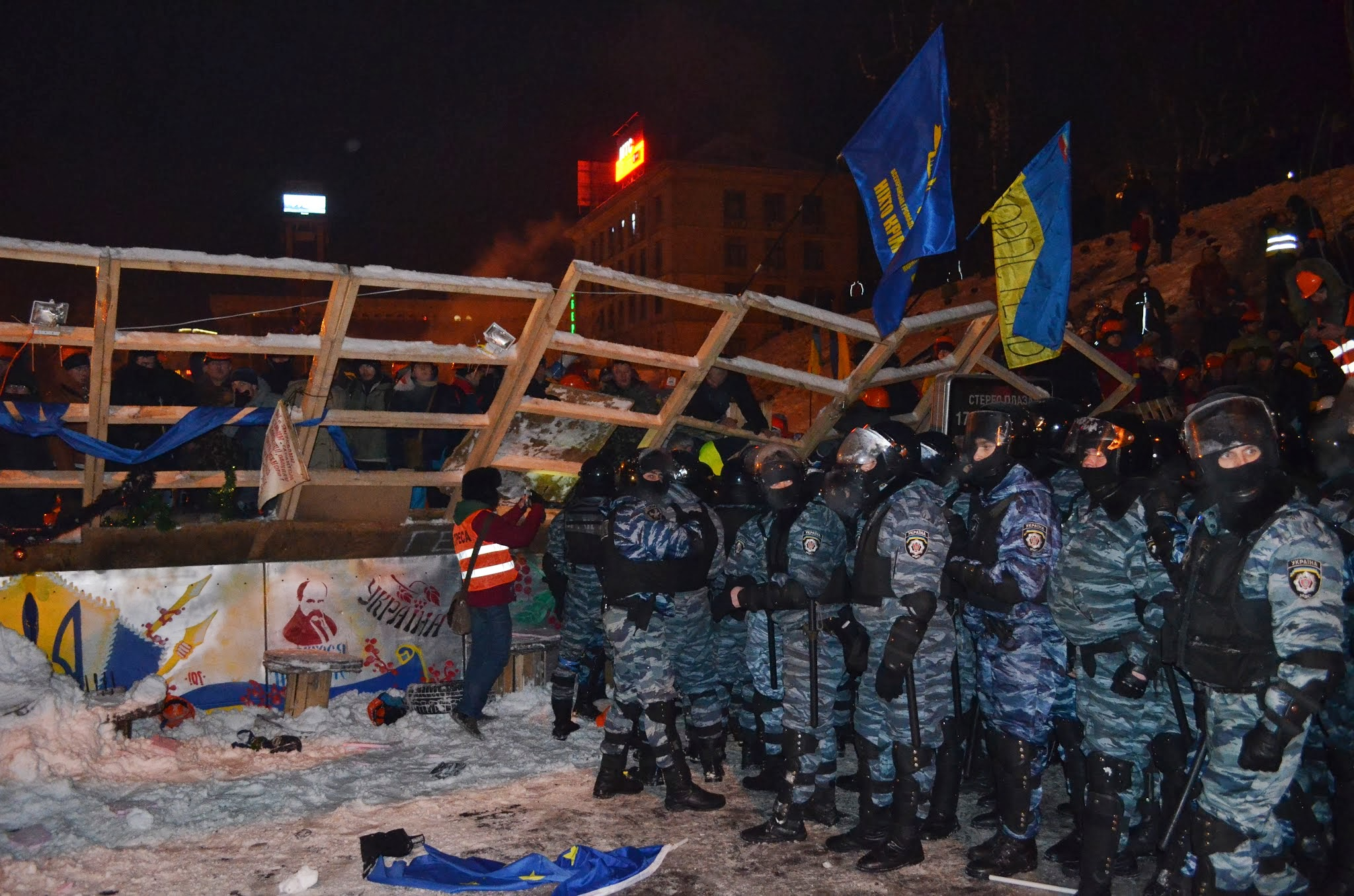
Початок штурму барикад
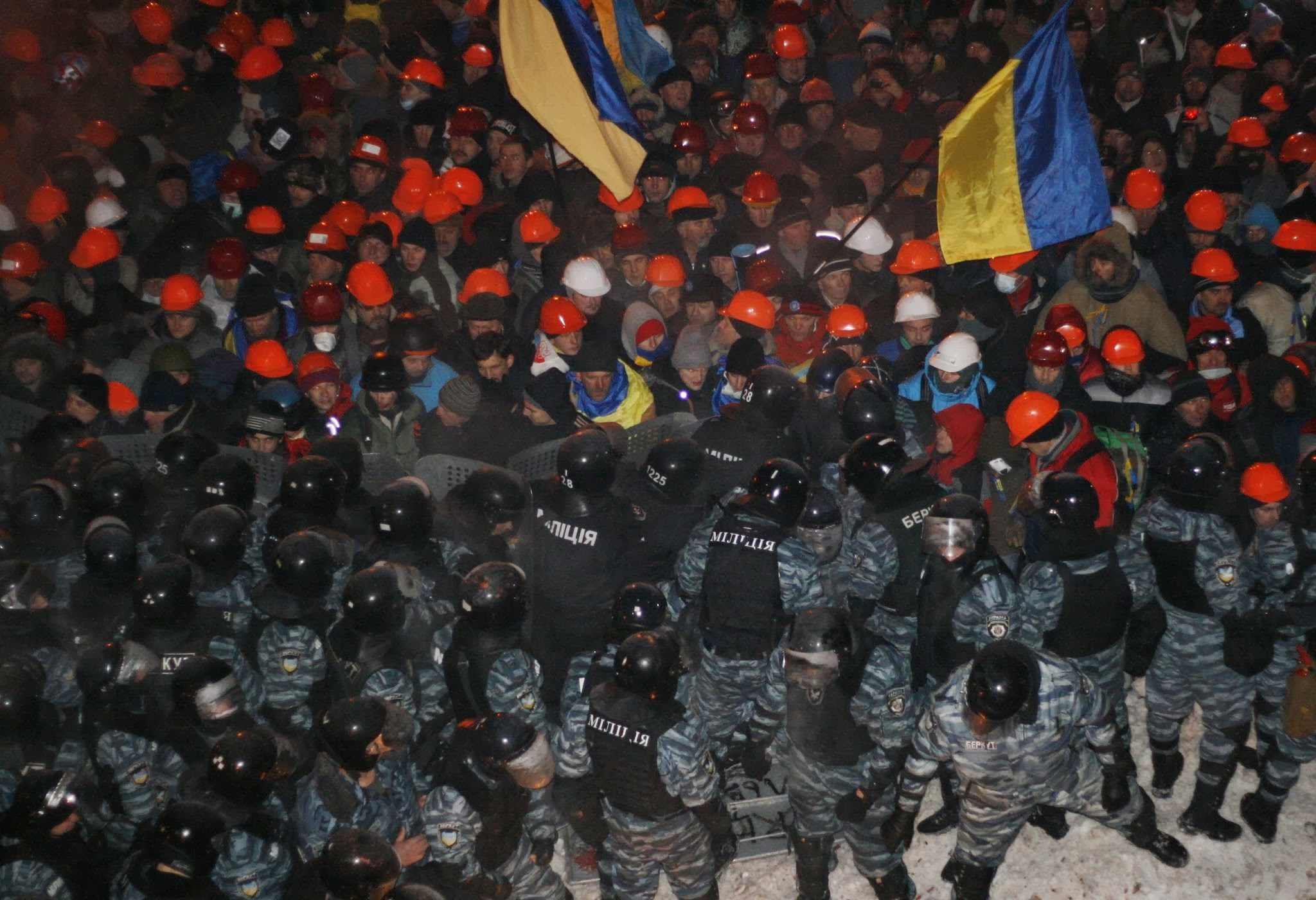
Захисники Майдану стримують натиск беркутівців
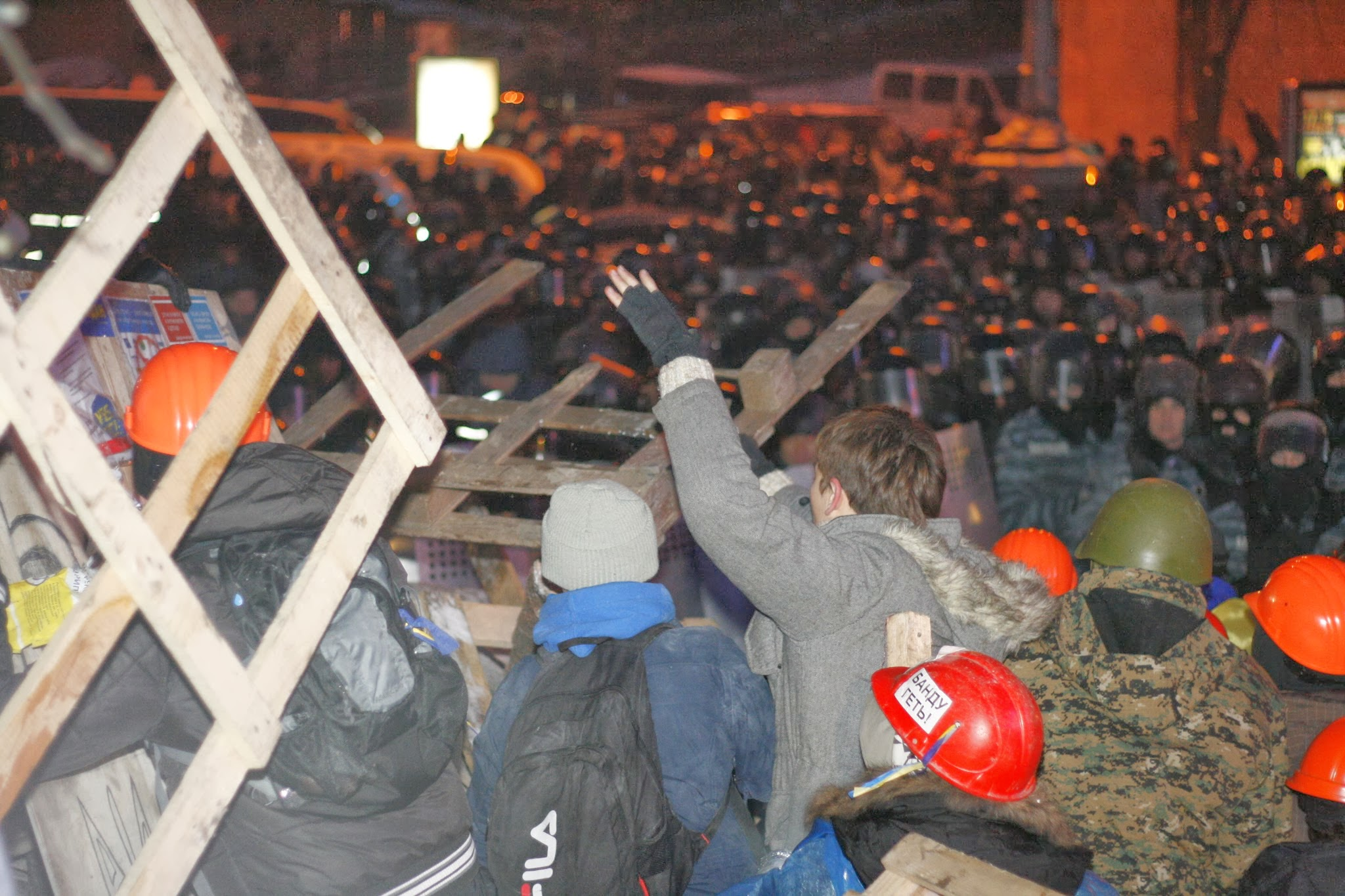
Захист барикади
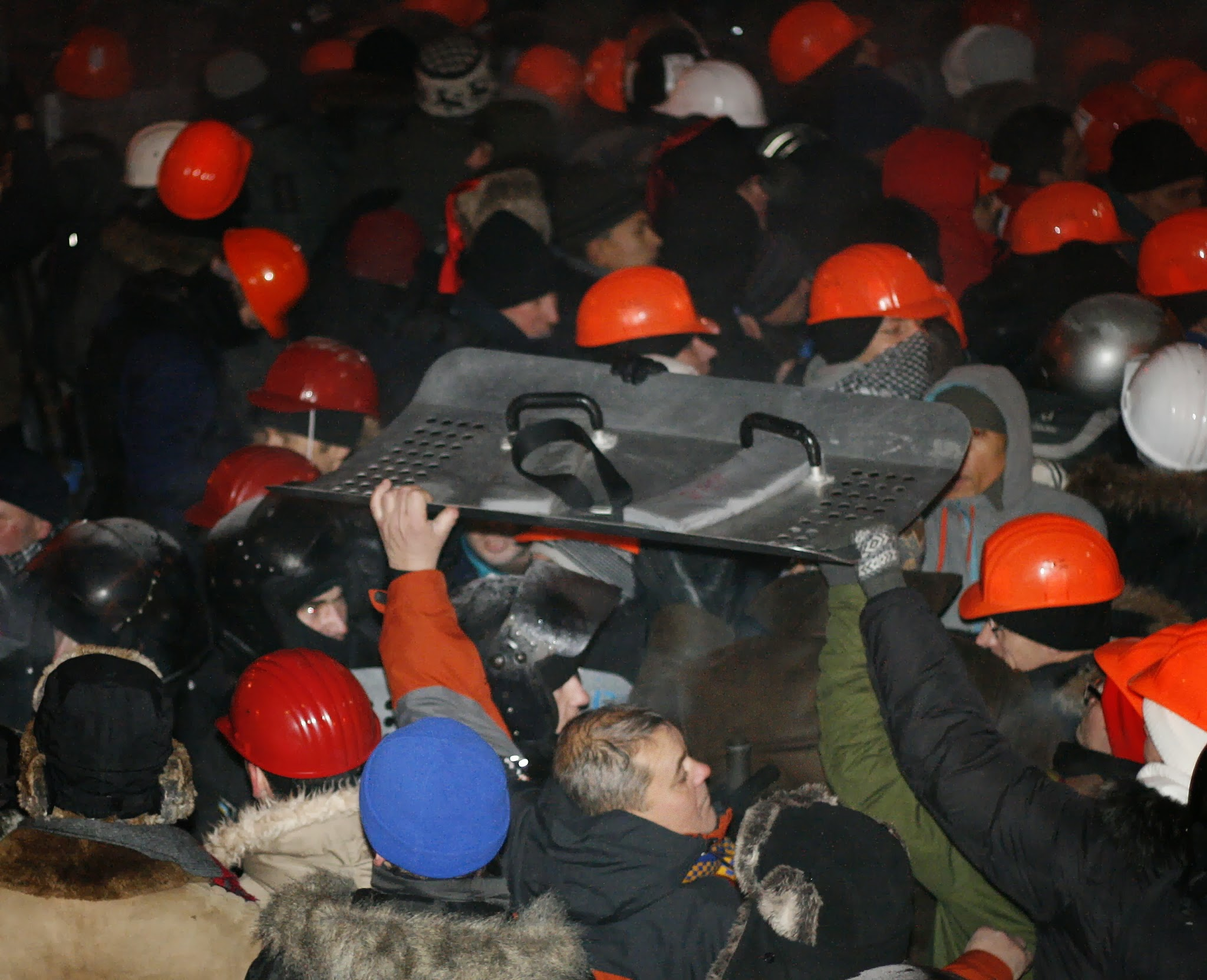
Беркутівський щит
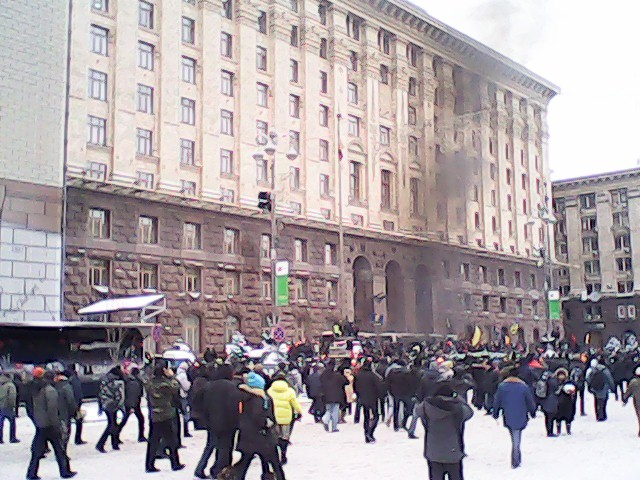
Відбиття атаки біля КМДА
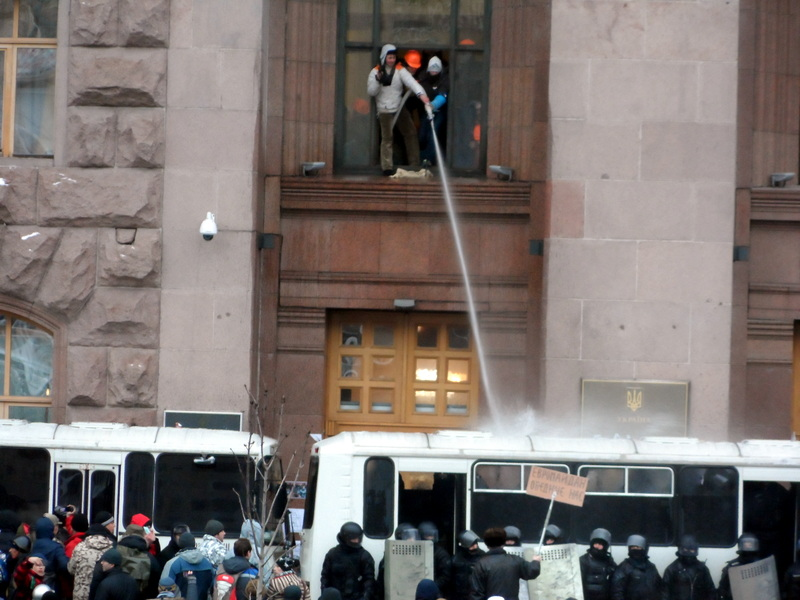
Протестувальники обливають силовиків водою з приміщення КМДА
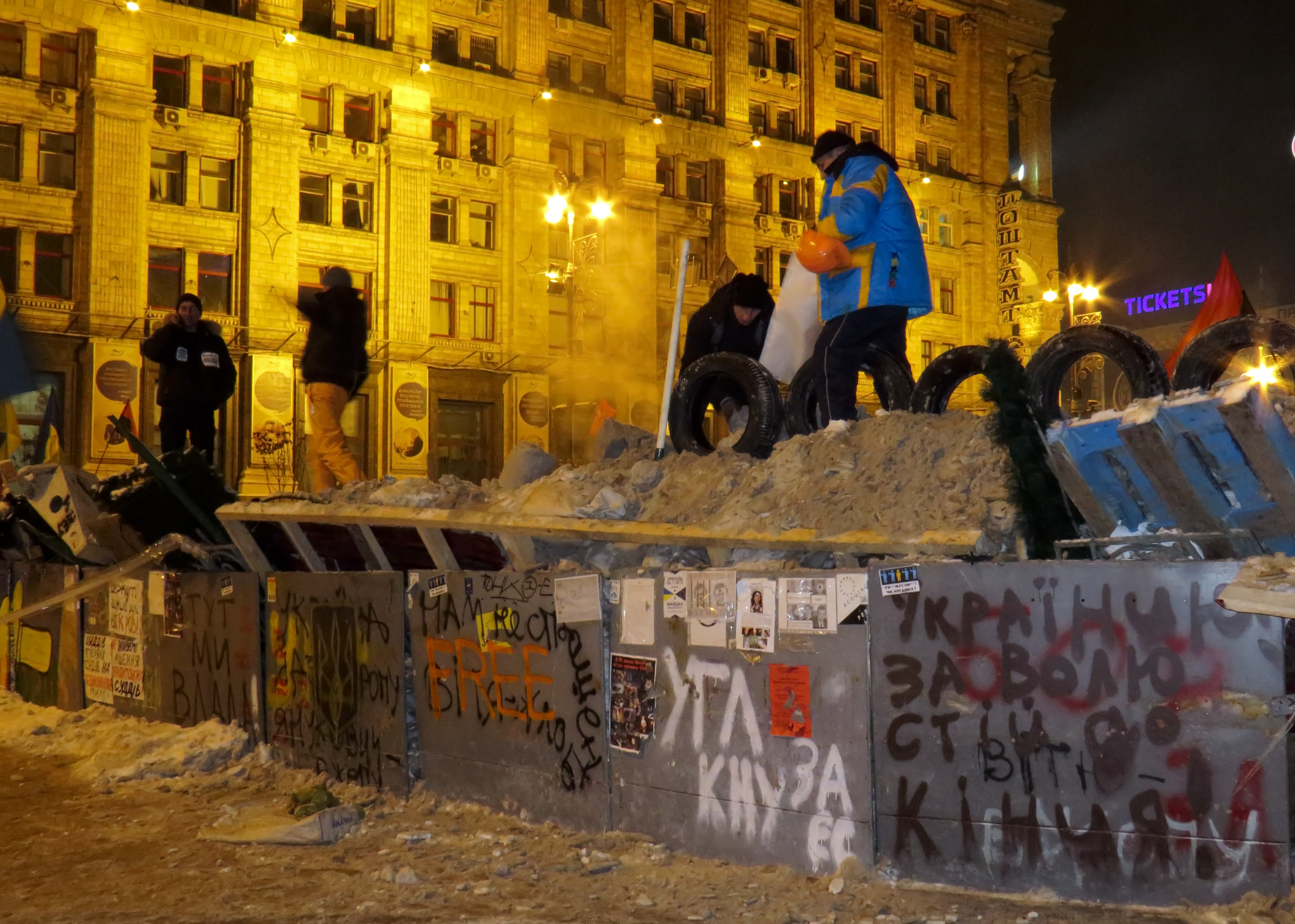
Відновлена після штурму барикада на вул. Хрещатик